# 新進亭
新進亭（しんしんてい）は、かつて京都府京都市中京区麩屋町二条に存在したラーメン店である。

## 沿革

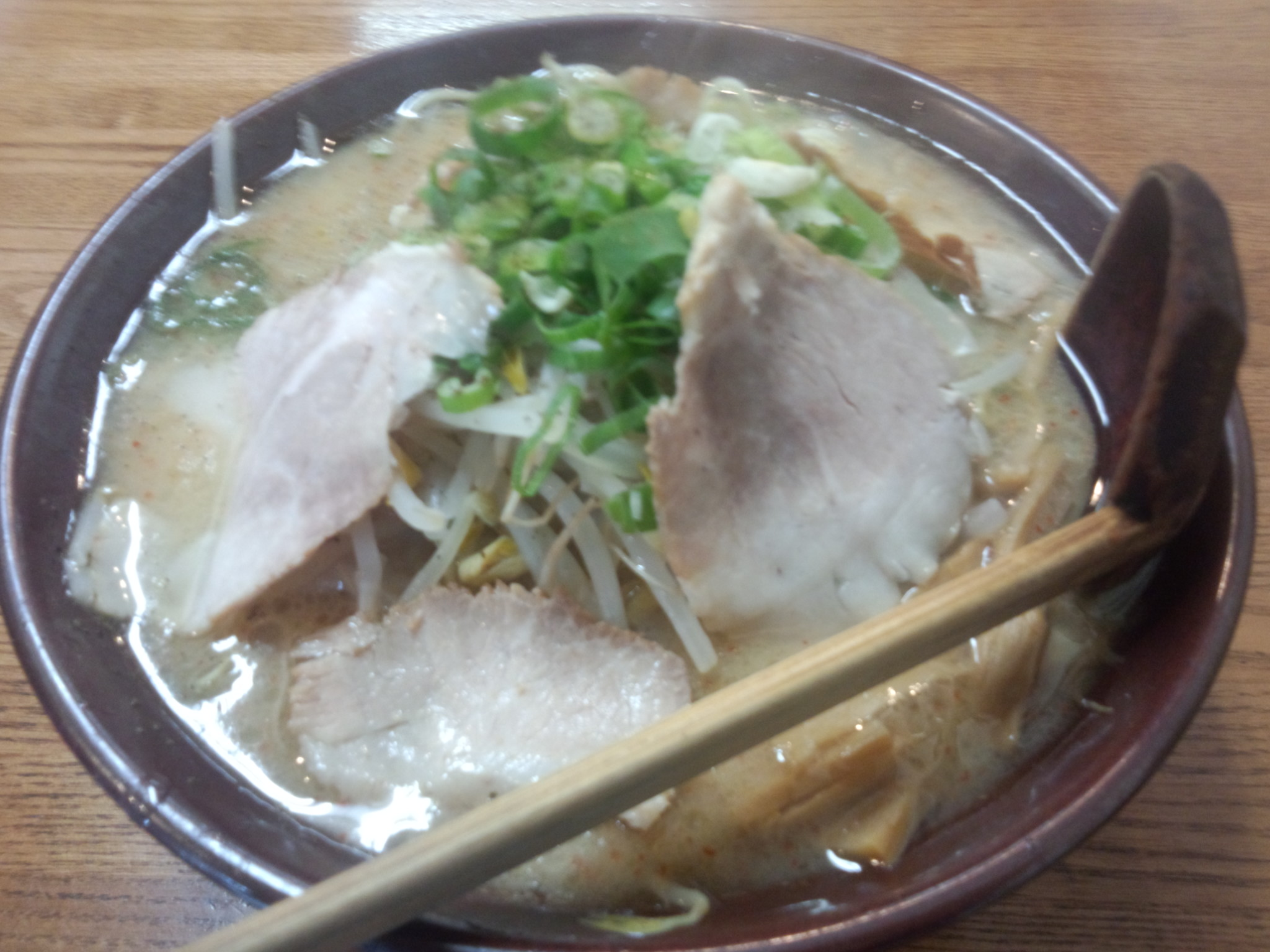
現存する新進亭一乗寺店の白味噌ラーメン。

店主は屋台からラーメン店を始め、1960年に店舗を開き、1985年には麩屋町二条に移転した。京都の白味噌を使用した濃厚なスープと、多くの野菜が特徴であった。麩屋町二条に移転後は近隣の京都市役所職員などの常連客がつき、人気と評判から中島みゆきやキアヌ・リーブスも来店したことがあった。
店主は家業の傍ら、1990年頃から市民マラソンに出るようになったが、その中で負傷によるリハビリに長い時間を要した事や、高齢も一因となり、73歳の2009年3月で閉店した。
なお、同市左京区高野泉町には店主実弟の家族が営む同名の店舗が本店閉店以前より営業しており、現在も白味噌スープのラーメンを提供している。